# Estelle Anna Lewis
Estelle Anna Lewis (Estelle Anna Blanche Robinson Lewis, ur. 1824, zm. 24 listopada 1880) – amerykańska poetka i autorka dramatyczna.

## Życiorys
Estelle Anna Lewis urodziła się pod Baltimore w stanie Maryland w kwietniu 1824 roku. Już w szkole dała się poznać jako utalentowana uczennica i dobrze się zapowiadająca pisarka. Przetłumaczyła wtedy Eneidę Wergiliusza. W 1841 roku poślubiła Sidneya D. Lewisa i przeprowadziła się do Nowego Jorku. Po rozwodzie w 1858 roku poetka mieszkała przeważnie za granicą, głównie w Anglii. Estelle Anna Lewis zmarła w Londynie 24 listopada 1880 roku.

## Twórczość
Estelle Anna Lewis napisała między innymi tragedie Helémah, or the Fall of Montezuma (Helémah, albo upadek Montezumy, 1863) i Sappho (Safona, 1868). Poza tym wydała tomiki The Child of the Sea and other Poems (Dziecko z morza i inne wiersze, 1848), The Myths of the Minstrel (Mity Minstrela, 1852), Poems (Wiersze, 1866) i dramat The King's Stratagem (Intryga królewska, 1869).